# Museu de Artilharia de Finlândia
Museu de Artilharia de Finlândia (finlandês Suomen Tykistömuseo) é um museu militar localizado em Hämeenlinna, na Finlândia. Lá estão à mostra vários artilharias, usados pelas Forças de Defesa da Finlândia  através de sua história. O museu foi aberto em 2 de julho de 1977.

## História e Atrações

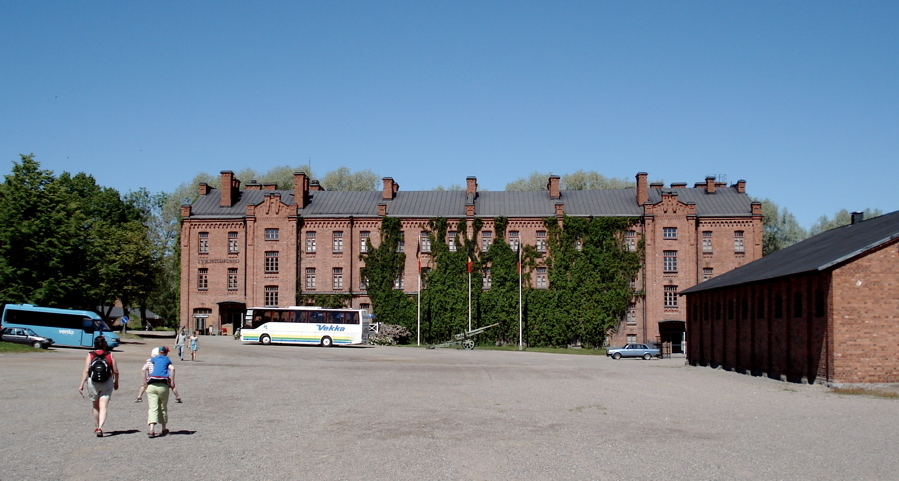
Imagem do Museu de Artilharia da Finlândia - 17 de Junho de 2006

O Museu de Artilharia de Finlândia foi fundado originalmente na vila de Niinisalo, onde permaneceu de 1977 até 1997, quando foi transferido para a fotaleza de  Hämeenlinna. No local é possível ver peças de artilharia de 13 países diferentes, sendo uma das grandes coleções armamentísticas da região escandinava da Europa. Dentro estão mateiras como armas, lançadores de granada, canhões, metralhadoras e lançadores de foguetes.

## Galeria de armas
O museu possui uma extensa e única coleção e armas, considerado a mais abrangente de toda a Escandinávia. Atualmente, o museu cataloga a noventa tipos diferentes de canhões, contendo também lançadores de granadas e lançadores de foguete. Dentre elas, as armas mais raras do museu. 

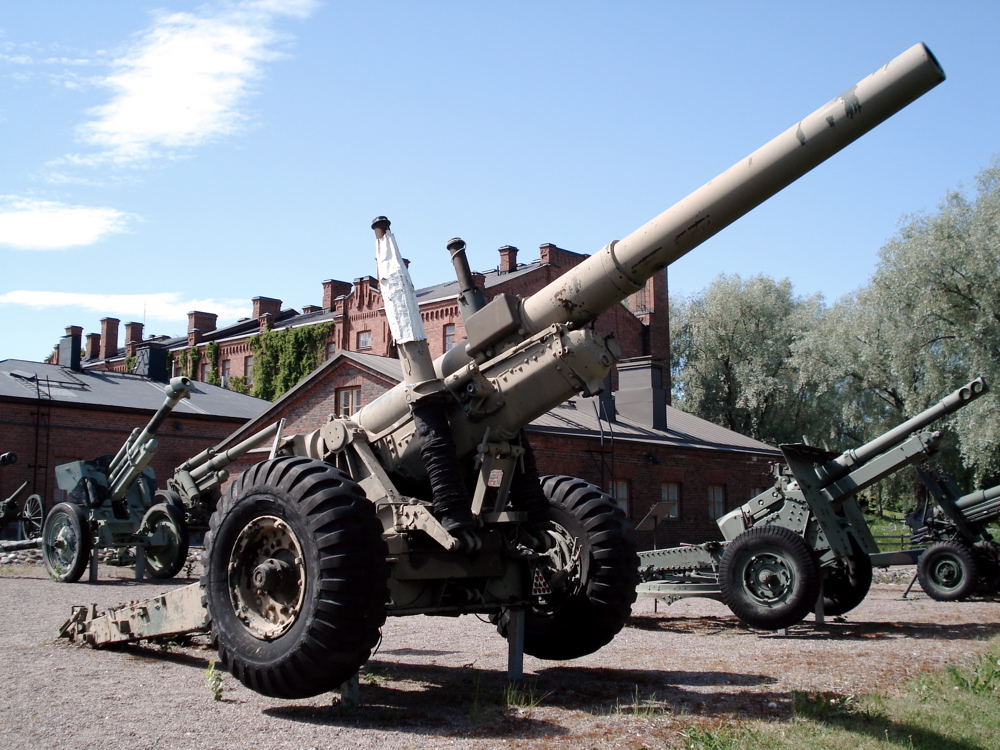
140 KH 39 E
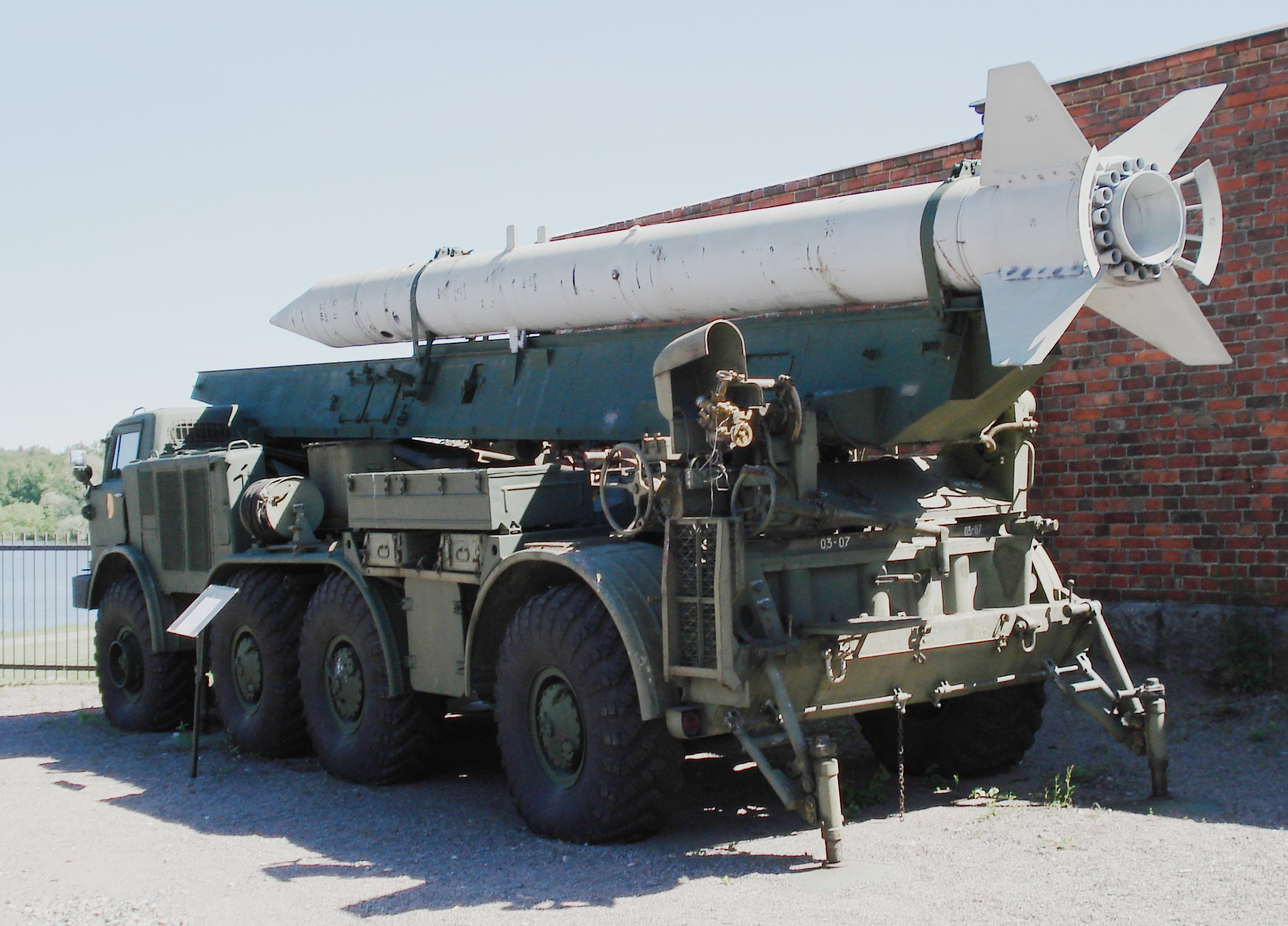
Luna-M
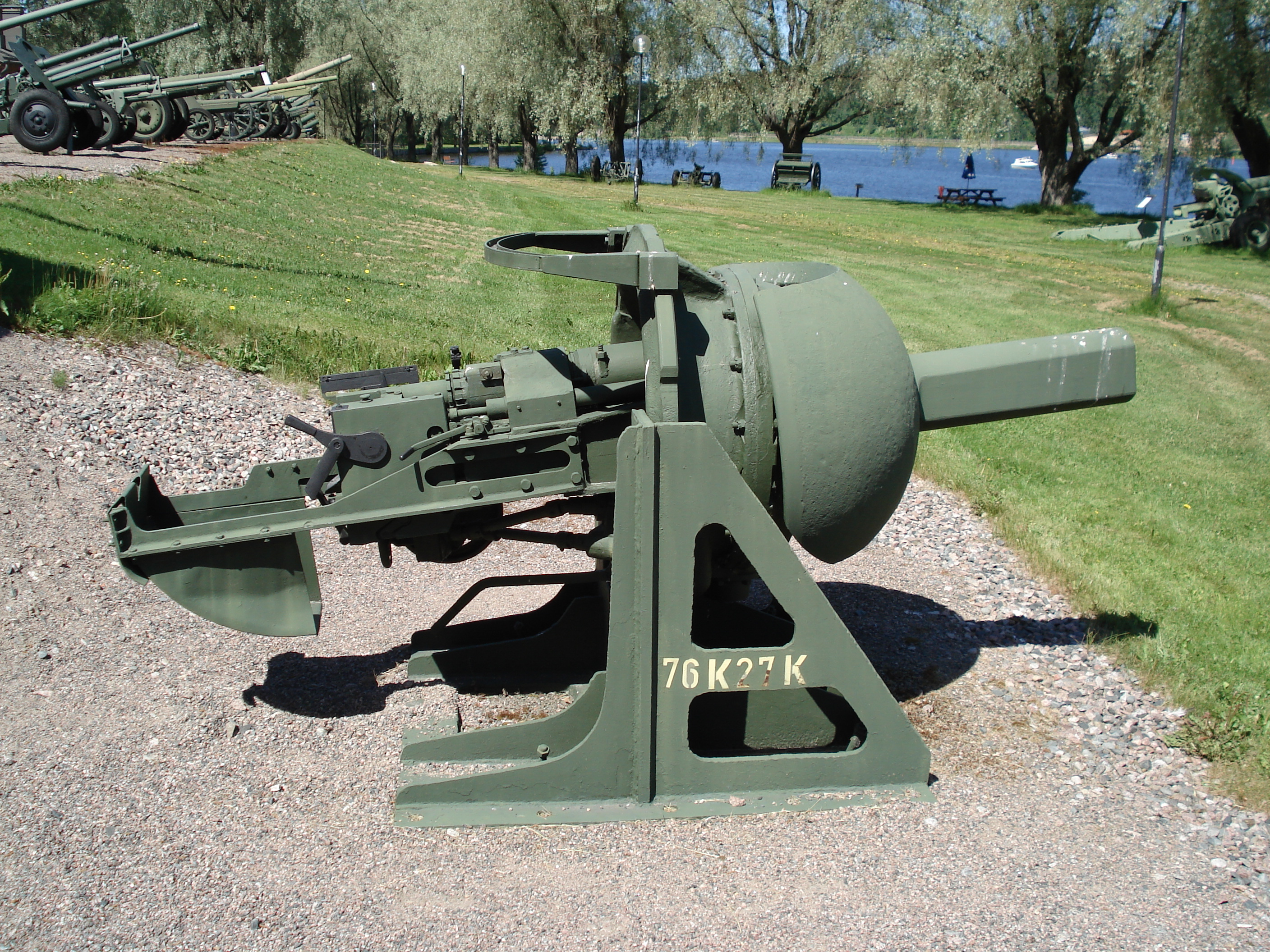
76K27
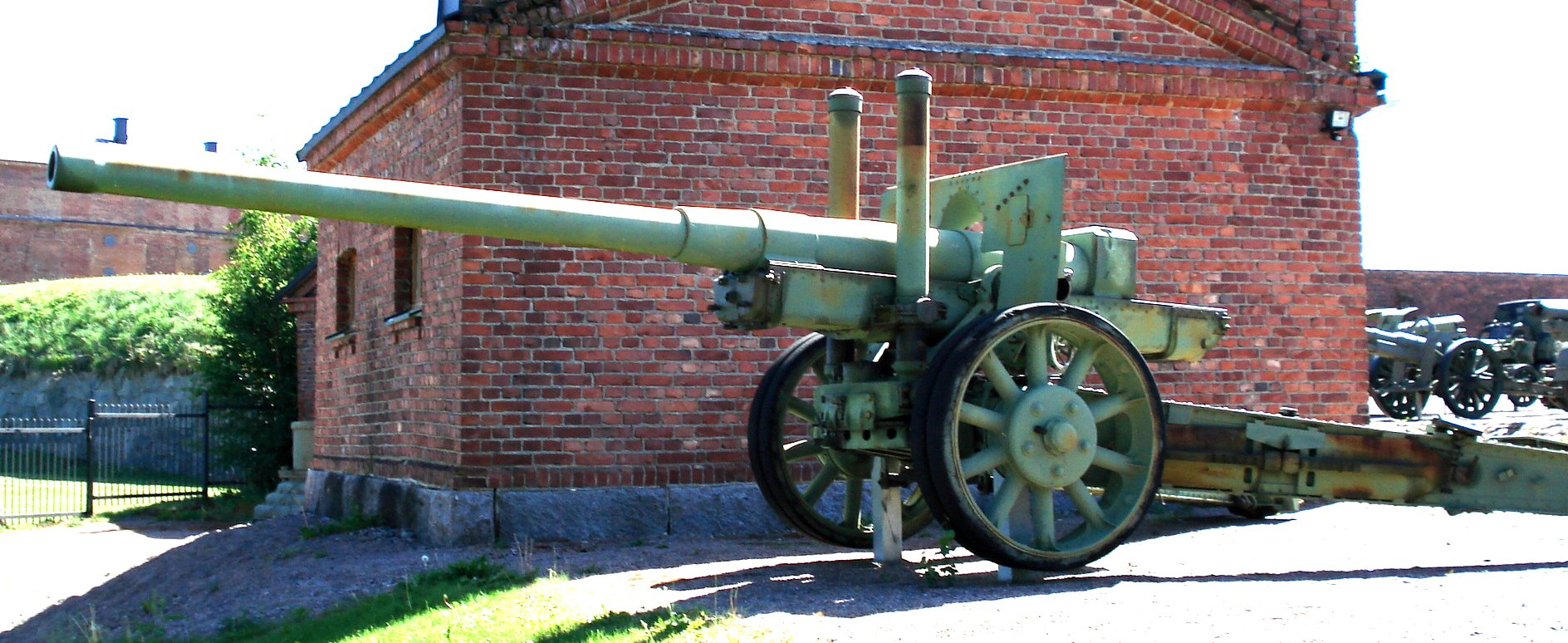
122 mm 122 K 31

## Cemitério de guerra
O museu é dividido em três andares que exibem a história da guerra e a memória de seus soldados cronologicamente. A história passa pela Guerra da Finlândia(1808-1809), atravessandooInverno e às Guerras de continuação. Alguns marechais, como o  Gustaf Mannerheim e de Väinö Myllyrinne - seu uniforme está em exibição, e um dos maiores arquitetos da artilharia finlandesa, Vilho Nenonen, são homenageado. 